# 野谷村
野谷村（のだにそん）は、岡山県御津郡にあった自治体である。1900年（明治33年）3月31日までは津高郡に属していた。

## 概要
現在は岡山市北区津高地域北部の栢谷・菅野・吉宗・高野に当たる。村名は菅野の「野」と栢谷の「谷」から取った合成地名である。
古くは備前国津高郡津高郷に属したが、平安時代後期に津高庄に属し、一時期京都の東寺領になったとされる。その後宇喜多氏、慶長5年に小早川秀秋の支配を経て、慶長8年から岡山藩領となり明治維新に至った。
明治維新時には栢谷村・益田村・辛香村・菅野村（枝村の西菅野村）の村落があった。
栢谷村は1875年（明治8年）に同村出身の山内善男と大森熊太郎が官有林の払い下げを受けて開墾し、荒れ地でも育つブドウの栽培に挑戦した。1880年（明治13年）に開設された播州葡萄園に毎年のように通い、その後県内初のガラス温室を建設して本格的なブドウ栽培を開始した。現在はマスカット・オブ・アレキサンドリアの一大産地となっている。また字苫田には古くから栢谷温泉として冷泉が湧出しており、これを再開発して苫田温泉と名付けた。
菅野村は元は東菅野村と称し、東菅野村と西菅野村がそれぞれ一村を成していたがいつの頃からか西菅野村は枝村になったとされる。
益田村は元は吉宗村と称したが、享保元年（1716年）に徳川吉宗が第8代征夷大将軍となったことによりその諱を憚って改称した。

## 沿革
- 明治4年1月 - 益田村が再び吉宗村に改称する[1]。
- 1875年（明治8年）12月27日 - 菅野村（枝村の西菅野村を含む）と辛香村が合併して菅野村となる[1]。
- 1883年（明治16年）2月15日 - 連合戸長役場制度発足。津高郡第六部戸長役場を栢谷村に設置し、同村・吉宗村と、横井上村・田益村（後の横井村）を管轄。また津高郡第八部戸長役場を菅野村に設置し、同村および田原村・日応寺村（後の馬屋上村）を管轄[1][7]。
- 1889年（明治22年）6月1日 - 町村制の施行により、栢谷村・吉宗村・菅野村の3村が合併して村政施行し、野谷村が発足。旧村名を継承した3大字を編成し、役場を栢谷に設置[2]。
- 1900年（明治33年）4月1日 - 津高郡と御野郡が合併し御津郡となる。
- 1953年（昭和28年）7月1日 - 隣接する御津町（旧牧山村）大字高野のうち中野（廃藩置県当時の中野村の範囲）を編入し、4大字となる[1][7]。
- 1955年（昭和30年）3月31日 - 馬屋上村と合併して津高村が発足。同日野谷村廃止。

## 行政

### 歴代村長
| 代         | 氏名       | 就任年月日                | 退任年月日                | 備考                     |
| ---------- | ---------- | ------------------------- | ------------------------- | ------------------------ |
| 初         | 森芳滋     | 1889年（明治22年）8月1日  | 1893年（明治26年）4月22日 |                          |
| 2          | 坂野正愛   | 1893年（明治26年）5月2日  | 1897年（明治30年）5月1日  |                          |
| 3          | 中山辰四郎 | 1897年（明治30年）6月15日 | 1901年（明治34年）6月14日 |                          |
| 4-6        | 森芳近     | 1901年（明治34年）6月18日 | 1913年（大正2年）6月17日  |                          |
| 7-10       | 河田伴一郎 | 1913年（大正2年）6月18日  | 1929年（昭和4年）6月17日  |                          |
| 11         | 坂野鉄次郎 | 1929年（昭和4年）7月23日  | 1931年（昭和6年）9月4日   | 退任後、貴族院議員となる |
| 12-14      | 市川寿治   | 1931年（昭和6年）9月8日   | 1943年（昭和18年）9月7日  |                          |
| 15         | 河本一夫   | 1943年（昭和18年）9月9日  | 1946年（昭和21年）9月20日 |                          |
| 16         | 小河等隆   | 1947年（昭和22年）4月5日  | 1951年（昭和26年）4月4日  |                          |
| 17         | 小河等隆   | 1951年（昭和26年）4月23日 | 1955年（昭和30年）3月30日 | 合併後、津高村長に就任   |
| 参考文献 - |            |                           |                           |                          |

## 教育
- 学校組合立野谷小学校（現・岡山市立野谷小学校）[8]
- 御津郡野谷村外2か村学校組合立香和中学校（現・岡山市立香和中学校）

## 交通
東の半田山山麓にあった旧作州街道（津山往来）が1887年（明治20年）に村域の平地に移され県道となり、1921年（大正10年）に国道に編入された。現在は岡山市道伊島町二丁目吉宗線となっている。

## 出身者
- 坂野鉄次郎（逓信官僚・貴族院議員、東菅野生まれ[9]、1873年11月14日 - 1952年6月5日）